# 沙錢
沙錢，或稱「海錢」或「沙幣」，是海膽綱下的其中一個目，其正式學名是楯形目（Clypeasteroida），又名楯海膽目。沙錢生活在潮間帶或潮下帶的沙灘表面或埋在沙內，甚至分佈至水深3000米的海床。由於其棲息處及外形多呈圓盤狀，彷如一個銀幣，因而得名。

## 下属分类
本目包括以下科：
- Abertellidae
- Arachnoidae
- Arachnoididae
- 星楯海膽科Astriclypeidae
- 楯海胆科 Clypeasteridae
- Clypeastres
- Conoclypidae
- Dendrasteridae
- Echinarachniidae
- Eoscutellidae
- Faujasidae
- Faujasiidae
- 豆海膽科Fibulariidae
- Fossulasteridae
- Iheringiellidae
- Laganidae
- 蜜饼海胆科 Mellitidae
- Monophorasteridae
- Neolaganidae
- Oligopygidae
- Placatenellidae
- Plesiolampadidae
- Protoscutellidae
- Rotulidae
- Rotulina
- Scutasteridae
- Scutellidae
- Scutellinidae
- Scutellinoididae
- Taiwanasteridae
- Togocyamids

科地位未定的属：
- Marginoproctus Budin, 1980
- Microlampas Cotteau, 1888
- Protolampas Lambert, 1918
- Runa L.Agassiz, 1841
- Tournoueraster Lambert & Thiéry, 1914

## 物種特徵

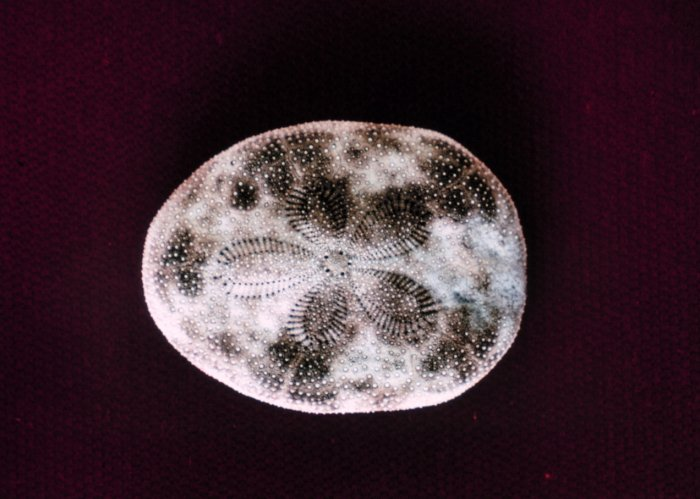
從反口面觀看的沙錢硬壳

### 身體構造
沙錢屬於海膽綱，與海膽被一樣，牠的整個身體都由棘刺所包圍。但與一般的海膽不同的是，牠們的棘刺是細小且呈絨毛狀的。這些細絨毛棘刺主要是用來挖沙，以讓身體潛入沙中。在反口面上，沙錢的也有著五幅的步帶，這些步帶呈花瓣狀，可以讓海水進入其身體，以海浪協助運動。
在細小的棘刺表面，可以看到佈滿幼小及像毛髮般的纖毛，配合其黏性，可以把食物送往位於腹面中央位置的口器。沙錢的肛門同樣在腹面，或是更後的尾部。由於沙錢的運動主要靠天然的海浪，牠的管足亦會用作蒐集食物。

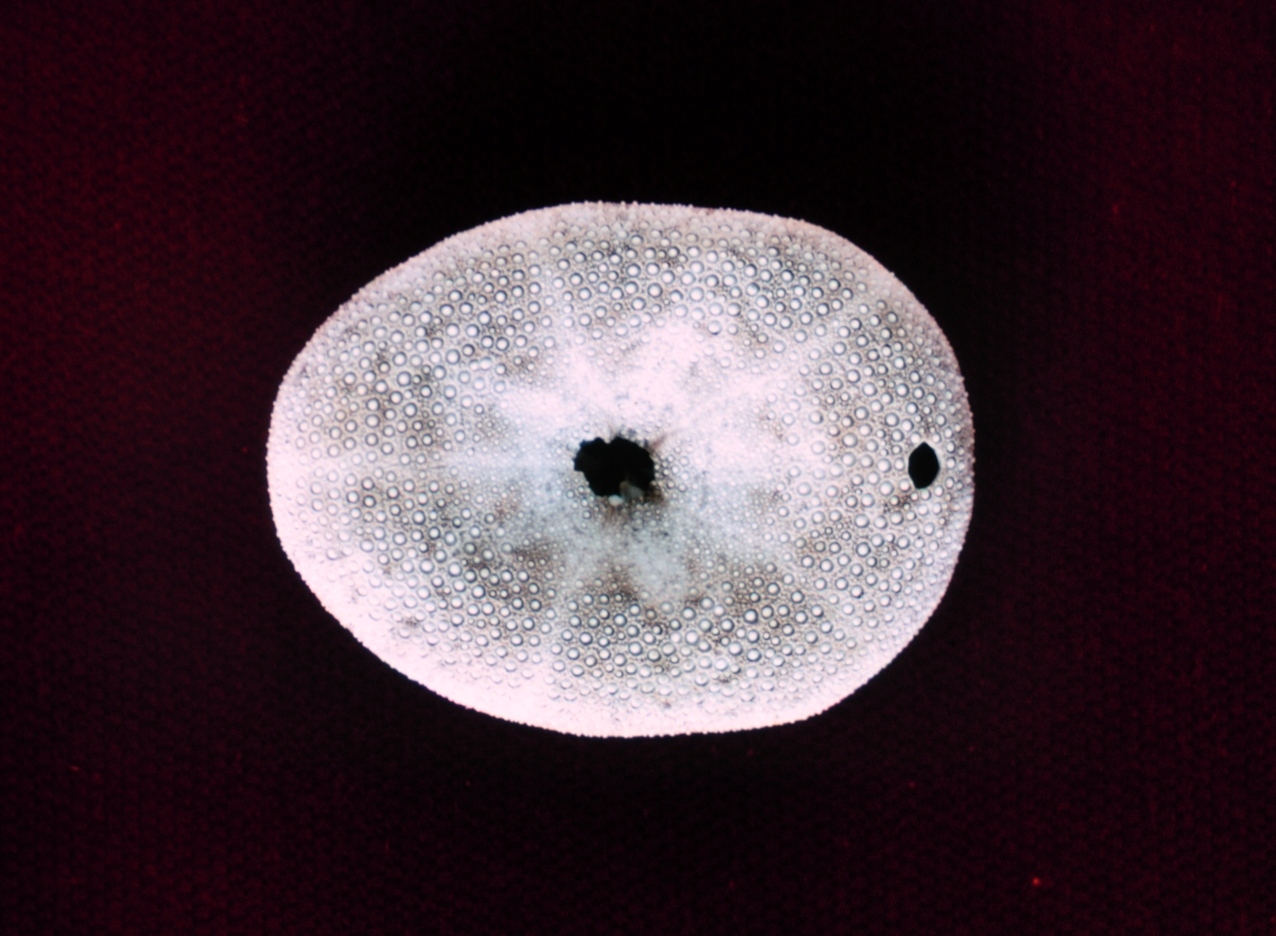
從腹面觀看的沙錢硬壳

沙錢的主要食物是浮游生物或是一些在藏於沙底的有機物質。

### 生殖及幼虫成長
生活在海床中的沙錢，一般都是群居的。這是因為牠們較喜歡在軟海床排出精子及卵子，以協助生殖幼虫。沙錢幼虫一般會在海中浮游，並經歷各種變態。當硬殼成形後，牠們便會由浮游變為棲息在海床中。

## 天敵
由於沙錢的可食用部份非常的少，且有著較堅硬的硬殼，在大自然中只有少數的生物對沙錢感興趣。其中一種有著厚唇，且與鰻魚相似的大洋鱈魚，牠們有時也會享用生活在海中的沙錢。
至於生活在沙地上的沙錢，在潮退後往往會暴露在沙灘上，一般會成為人類採集的對象，成為標本。在狂風暴雨後，海浪都會把死去的沙錢沖上岸灘，這時就成為採集標本的良機。